# Joel Pohjanpalo
Joel Julius Ilmari Pohjanpalo (* 13. září 1994 Helsinky) je finský profesionální fotbalista, který hraje na pozici útočníka v italském klubu Palermo, a ve finském národním týmu. Pohjanpalo se narodil ve finských Helsinkách, kde hrál za rodný klub HJK, odkud v roce 2013 zamířil do německého Bayeru Leverkusen.
Pohjanpalo ve finské reprezentaci v listopadu 2012 ve věku osmnácti let a od té doby odehrál více než třicet reprezentačních utkání, včetně zápasů v rámci kvalifikace na mistrovství světa ve fotbale 2018 a 2022.

## Reprezentační kariéra
Pohjanpalo debutoval ve finské reprezentaci 14. listopadu 2012 při vítězství 3:0 proti Kypru, když v 70. minutě vystřídal Teemu Pukkiho. V přátelském utkání proti Slovinsku 14. srpna 2013 byl blízko ke vstřelení své první reprezentační branky, když jeho střela zasáhla tyčku a gól poté vstřelil z dorážky Hämäläinen. V dalším přátelském utkání proti Maďarsku 5. března 2014 se již střelecky prosadil, když v 74. minutě srovnal na 1:1; zápas skončil vítězstvím Finska 2:1.
Svůj první soutěžní reprezentační zápas odehrál 7. září 2014 v kvalifikačním zápase proti Faerským ostrovům, když v 89. minutě vystřídal Teemu Pukkiho.
Dne 12. června 2021 vstřelil jediný gól při výhře 1:0 nad Dánskem na Mistrovství Evropy 2020, jednalo se o první gól i vítězství finské reprezentaci na závěrečném turnaji v historii.

## Statistiky

### Klubové
K 15. květnu 2021
| Klub                       | Sezóna  | Liga          | Liga   | Liga | Národní pohár | Národní pohár | Ligový pohár | Ligový pohár | Evropské poháry | Evropské poháry | Celkem | Celkem |
| Klub                       | Sezóna  | Liga          | Zápasy | Góly | Zápasy        | Góly          | Zápasy       | Góly         | Zápasy          | Góly            | Zápasy | Góly   |
| -------------------------- | ------- | ------------- | ------ | ---- | ------------- | ------------- | ------------ | ------------ | --------------- | --------------- | ------ | ------ |
| Klubi 04                   | 2010    | Ykkönen       | 1      | 0    | 0             | 0             | —            | —            | —               | —               | 1      | 0      |
| Klubi 04                   | 2011    | Kakkonen      | 25     | 33   | 0             | 0             | —            | —            | —               | —               | 25     | 33     |
| Klubi 04                   | Celkem  | Celkem        | 26     | 33   | 0             | 0             | —            | —            | —               | —               | 26     | 33     |
| HJK                        | 2011    | Veikkausliiga | 1      | 0    | 0             | 0             | 0            | 0            | 0               | 0               | 1      | 0      |
| HJK                        | 2012    | Veikkausliiga | 28     | 11   | 2             | 1             | 8            | 4            | 4               | 3               | 42     | 19     |
| HJK                        | 2013    | Veikkausliiga | 21     | 5    | 1             | 0             | 3            | 0            | 2               | 0               | 27     | 5      |
| HJK                        | Celkem  | Celkem        | 50     | 16   | 3             | 1             | 11           | 4            | 6               | 3               | 70     | 24     |
| Bayer Leverkusen           | 2016/17 | Bundesliga    | 11     | 6    | 0             | 0             | —            | —            | 2               | 0               | 13     | 6      |
| Bayer Leverkusen           | 2017/18 | Bundesliga    | 7      | 1    | 1             | 1             | —            | —            | —               | —               | 8      | 2      |
| Bayer Leverkusen           | 2018/19 | Bundesliga    | 0      | 0    | 0             | 0             | —            | —            | 0               | 0               | 0      | 0      |
| Bayer Leverkusen           | 2019/20 | Bundesliga    | 1      | 0    | 0             | 0             | —            | —            | 0               | 0               | 1      | 0      |
| Bayer Leverkusen           | 2020/21 | Bundesliga    | 1      | 0    | 0             | 0             | —            | —            | 0               | 0               | 1      | 0      |
| Bayer Leverkusen           | Celkem  | Celkem        | 20     | 7    | 1             | 1             | —            | —            | 2               | 0               | 23     | 8      |
| Aalen (host.)              | 2013/14 | 2. Bundesliga | 22     | 5    | 0             | 0             | —            | —            | —               | —               | 22     | 5      |
| Fortuna Düsseldorf (host.) | 2014/15 | 2. Bundesliga | 29     | 11   | 1             | 0             | —            | —            | —               | —               | 30     | 11     |
| Fortuna Düsseldorf (host.) | 2015/16 | 2. Bundesliga | 26     | 2    | 2             | 0             | —            | —            | —               | —               | 28     | 2      |
| Fortuna Düsseldorf (host.) | Celkem  | Celkem        | 55     | 13   | 3             | 0             | —            | —            | —               | —               | 58     | 13     |
| Hamburger SV (host.)       | 2019/20 | 2. Bundesliga | 14     | 9    | —             | —             | —            | —            | —               | —               | 14     | 9      |
| Union Berlin (host.)       | 2020/21 | Bundesliga    | 19     | 6    | 0             | 0             | —            | —            | —               | —               | 19     | 6      |
| Celkem                     | Celkem  | Celkem        | 206    | 89   | 7             | 2             | 11           | 4            | 8               | 3               | 232    | 98     |

### Reprezentační
K 12. červnu 2021
| Finsko | Finsko | Finsko |
| Rok    | Zápasy | Góly   |
| ------ | ------ | ------ |
| 2012   | 1      | 0      |
| 2013   | 1      | 0      |
| 2014   | 9      | 1      |
| 2015   | 7      | 3      |
| 2016   | 4      | 0      |
| 2017   | 7      | 2      |
| 2018   | 1      | 0      |
| 2019   | 2      | 1      |
| 2020   | 6      | 0      |
| 2021   | 5      | 3      |
| Celkem | 43     | 10     |

#### Reprezentační góly
K zápasu odehranému 12. června 2021. Skóre a výsledky Finska jsou vždy zapisovány jako první
| Gól | Datum           | Místo                                             | Soupeř              | Skóre | Výsledek | Soutěž                                 |
| --- | --------------- | ------------------------------------------------- | ------------------- | ----- | -------- | -------------------------------------- |
| 1.  | 5. března 2014  | ETO Park, Győr, Maďarsko                          | Maďarsko            | 1:1   | 2:1      | Přátelský zápas                        |
| 2.  | 4. září 2015    | Stadion Karaiskakis, Athény, Řecko                | Řecko               | 1:0   | 1:0      | Kvalifikace na Mistrovství Evropy 2016 |
| 3.  | 7. září 2015    | Olympijský stadion, Helsinky, Finsko              | Faerské ostrovy     | 1:0   | 1:0      | Kvalifikace na Mistrovství Evropy 2016 |
| 4.  | 8. října 2015   | Arena Națională, Bukurešť, Rumunsko               | Rumunsko            | 1:0   | 1:1      | Kvalifikace na Mistrovství Evropy 2016 |
| 5.  | 11. června 2017 | Tampere Stadium, Tampere, Finsko                  | Ukrajina            | 1:1   | 1:2      | Kvalifikace na Mistrovství světa 2018  |
| 6.  | 9. října 2017   | Veritas Stadion, Turku, Finsko                    | Turecko             | 2:2   | 2:2      | Kvalifikace na Mistrovství světa 2018  |
| 7.  | 12. října 2019  | Bilino Polje Stadium, Zenica, Bosna a Hercegovina | Bosna a Hercegovina | 1:4   | 1:4      | Kvalifikace na Mistrovství Evropy 2020 |
| 8.  | 31. března 2021 | Kybunpark, St. Gallen, Švýcarsko                  | Švýcarsko           | 1:1   | 2:3      | Přátelský zápas                        |
| 9.  | 31. března 2021 | Kybunpark, St. Gallen, Švýcarsko                  | Švýcarsko           | 2:1   | 2:3      | Přátelský zápas                        |
| 10. | 12. června 2021 | Parken, Kodaň, Dánsko                             | Dánsko              | 1:0   | 1:0      | EURO 2020                              |

## Ocenění

### Klubové

#### Klubi 04
- Kakkonen (skupina A): 2011

#### HJK
- Veikkausliiga: 2011, 2012, 2013

### Individuální
- Nejlepší střelec Kakkonen: 2011[8]
- Nejlepší hráč sezóny Kakkonen: 2011